# John Carberry

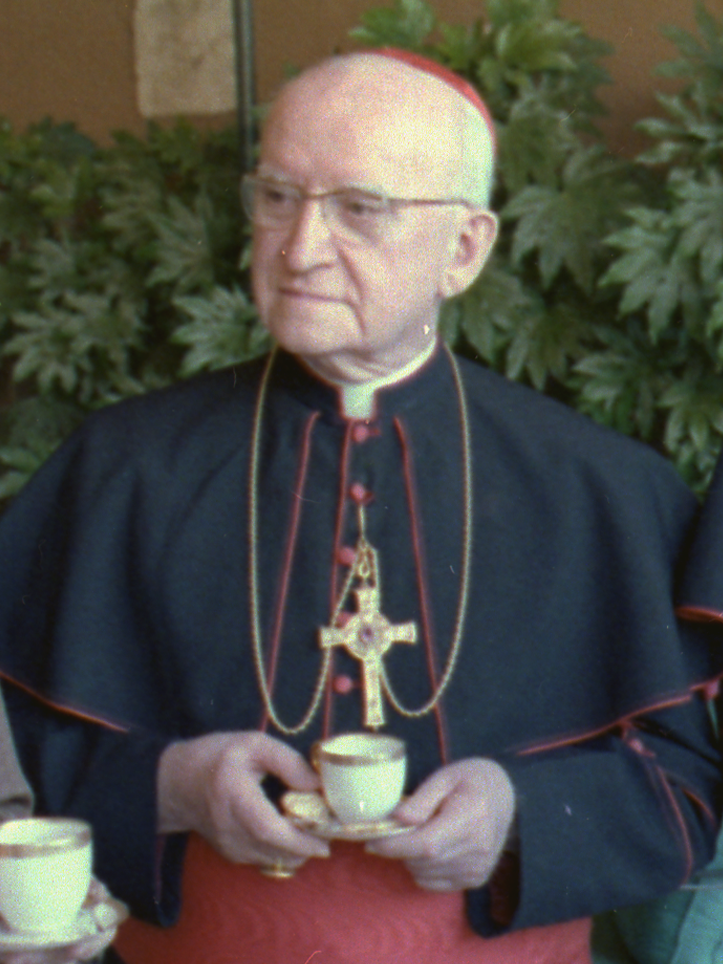
John Joseph Kardinal Carberry (1978)

Kardinalswappen

John Joseph Kardinal Carberry (* 31. Juli 1904 in Brooklyn, New York, USA; † 17. Juni 1998 in Kirkwood, Missouri, USA) war ein US-amerikanischer Geistlicher und Erzbischof von Saint Louis.

## Leben
John Carberry wurde als Kind von James Joseph Carberry und seiner Frau Mary Elizabeth, geb. O’Keefe, in Brooklyn geboren. Er studierte an der Päpstlichen Akademie der Unbefleckten Empfängnis in Rom und an der Katholischen Universität von Amerika in Washington, D.C. Katholische Theologie und Philosophie und promovierte anschließend zum Dr. iur. can. Am 28. Juni 1929 empfing er durch Francesco Marchetti Selvaggiani in Rom das Sakrament der Priesterweihe.
Anschließend war er als Seelsorger im Bistum Brooklyn tätig und war zeitweise Dozent am Immaculate Conception Seminary in Huntington (New York) sowie Sekretär des Brooklyner Diözesanbischofs Thomas E. Molloy. Papst Pius XII. verlieh ihm am 3. Februar 1948 den Titel Geheimkämmerer Seiner Heiligkeit und am 7. Mai 1954 den Titel Hausprälat Seiner Heiligkeit.
Am 3. Mai 1956 ernannte ihn Pius XII. zum Titularbischof von Elis und zum Koadjutorbischof im Bistum Lafayette in Indiana. Die Bischofsweihe empfing er am 25. Juli desselben Jahres durch den Brooklyner Weihbischof, Raymond Augustine Kearney. Mitkonsekratoren waren der Bischof von Trenton, George William Ahr, und John Benjamin Grellinger, Weihbischof in Green Bay.
Nach dem Tod des Bischofs von Lafayette in Indiana, John George Bennet, am 20. November 1957 trat er dessen Nachfolge an. Am 20. Januar 1965 ernannte ihn Papst Paul VI. zum Bischof von Columbus und am 14. Februar 1968 zum Erzbischof von Saint Louis.
Im Konsistorium vom 28. April 1969 nahm ihn Paul VI. als Kardinalpriester mit der Titelkirche San Giovanni Battista de Rossi in das Kardinalskollegium auf. Carberry war Teilnehmer am Konklave August 1978, das Johannes Paul I. wählte, und am Konklave Oktober 1978, aus dem Johannes Paul II. als Papst hervorging. Am 31. Juli 1979 nahm Johannes Paul II. Carberrys aus Altersgründen vorgebrachtes Rücktrittsgesuch an.
John Carberry verstarb im Alter von 93 Jahren und wurde in der Krypta der Kathedrale von Saint Louis bestattet.